# Neuenlande
Neuenlande (niederdeutsch Neenlanne) ist eine Ortschaft in der Einheitsgemeinde Loxstedt im niedersächsischen Landkreis Cuxhaven.

## Geografie

### Lage
Der in der Osterstader Marsch gelegene Ort liegt östlich der Weser, nördlich der Drepte und südlich der Lune. Westlich vom Dorf befindet sich das Naturschutzgebiet Neuenlander Außendeich.

### Nachbarorte
|  | Gemarkung Landwürden                                | Schwegen         |
|  | Kompassrose, die auf Nachbargemeinden zeigt         | Gemarkung Stotel |
|  | Rechtenfleth (Einheitsgemeinde Hagen im Bremischen) |                  |

(Quelle:)

## Geschichte
Neuenlande wurde als Straßendorf angelegt und gehörte um 1768 sowie von 1852 bis 1885 zum Amt Hagen. Eine Ausnahme bildet die Franzosenzeit, in der Neuenlande der Kommune Dedesdorf zugeteilt wurde. Im Jahr 1840 wurde das Dorf eine Landgemeinde und die gleichnamige Gemarkung wurde 1876 gebildet. Die Gemeinde gehörte zu den Landkreisen Geestemünde beziehungsweise Wesermünde und wurde zur Gebietsreform in Niedersachsen am 1. März 1974 nach Loxstedt eingemeindet.
Zur Landgemeinde Neuenlande gehörte auch der Ortsteil Neuenlandermoor, eine ab 1801 entstandene Moorkolonie, die jedoch von 1876 bis 1969 eine eigene Gemarkung darstellte, nach Stotel umgemeindet wurde und heute (als Teil der Gemarkung Stotel) zur Ortschaft Schwegen gehört.
Einwohnerentwicklung
| Jahr | Einwohner | Quelle |
| ---- | --------- | ------ |
| 1910 | 301       | [ 5 ]  |
| 1925 | 298       | [ 6 ]  |
| 1933 | 265       | [ 6 ]  |
| 1939 | 242       | [ 6 ]  |
| 1950 | 479       | [ 7 ]  |

| Jahr | Einwohner | Quelle |
| ---- | --------- | ------ |
| 1956 | 358       | [ 7 ]  |
| 1973 | 176       | [ 1 ]  |
| 2010 | 147       | [ 8 ]  |
| 2015 | 125       | [ 9 ]  |
| 2019 | 114       | [ 2 ]  |

|  |

## Politik

### Gemeinderat und Bürgermeister
Auf kommunaler Ebene wird die Ortschaft Neuenlande vom Loxstedter Gemeinderat vertreten.

### Ortsvorsteher
Der Ortsvorsteher von Neuenlande ist Gerd Keithan (CDU). Die Amtszeit läuft von 2016 bis 2021.

### Wappen
Der Entwurf des Kommunalwappens von Neuenlande stammt von dem Heraldiker und Wappenmaler Albert de Badrihaye, der zahlreiche Wappen im Landkreis Cuxhaven erschaffen hat.
| Wappen von Neuenlande | Blasonierung: „In Silber drei aus grünem, mit einem zunehmenden silbernen Mond belegten Schildfuß wachsende grüne Kornähren.“             |
| Wappen von Neuenlande | Wappenbegründung: Die Kornähren weisen auf das Grundwort „lande“ hin, der zunehmende Mond ist ein Sinnbild für das Bestimmungswort „neu“. |

## Kultur und Sehenswürdigkeiten
Baudenkmale

## Wirtschaft und Infrastruktur

### Öffentliche Einrichtungen
Gemeinsam mit der nördlich gelegenen Ortschaft Büttel verfügt Neuenlande über eine Mehrzweckhalle mit Sportplatz.

### Verkehr

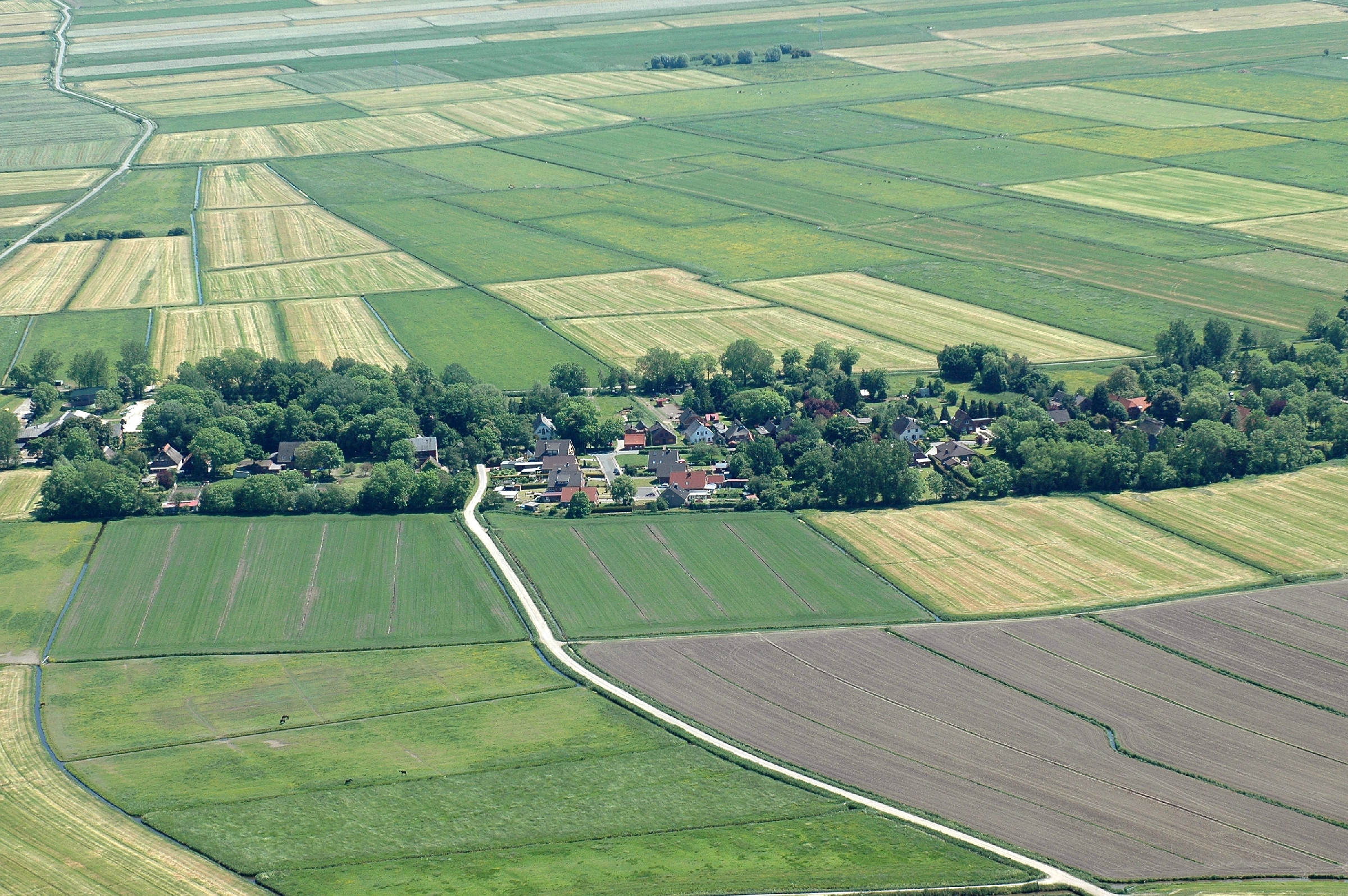
Neuenlande von Westen gesehen

Eine Buslinie von Sandstedt nach Bremerhaven führt mehrmals täglich durch Neuenlande und Büttel. Des Weiteren befindet sich im Nordwesten in ca. 5 km Entfernung der Wesertunnel mit Zugang zu Nordenham und Rodenkirchen. Einen Zugang zur Bundesautobahn A 27 Bremen–Bremerhaven hat Neuenlande über die Anschlussstelle Stotel.
Des Weiteren ist der Ort über ein Anruf-Sammel-Taxi an den öffentlichen Personennahverkehr angebunden.